# Рэйми, Айван
Айван Рэйми (англ. Ivan Raimi; род. в 1956 году, Ройал-Ок, штат Мичиган) — американский сценарист и врач-остеопат, старший брат режиссёра и сценариста Сэма Рэйми и актёра Теда Рэйми.

## Карьера
Рос третьим ребёнком в консервативной еврейской семье. Родители — Леонард Рональд (англ. Leonard Ronald) и Селия Барбара (англ. Celia Barbara) Рэйми.
Окончил Университет штата Мичиган, где со своим братом Сэмом, соседом по комнате Робертом Тапертом и позже Брюсом Кэмпбеллом основал студенческое кинематографическое сообщество Creative Filmmaking Society, плодами деятельности которого стало несколько любительских лент, включая «The Happy Valley Kid» и «It’s Murder!».
В 1984 году в Университете Де-Мойна получил степень доктора-остеопата, после чего стал практикующим врачом, и работа для кино и телевидения стала носить для него второстепенный характер.
В соавторстве с Сэмом писал сценарии для фильмов «Легкие колеса» (1989), «Человек тьмы» (1990), «Безумный» (англ. The Nutt House) (1992). Итоговый сценарий последнего настолько отличался от оригинального, что в титрах Айван упомянут как Алан Смити, Sr.
Характеризуя совместную работу с Сэмом над сценариями, Айван называет её разновидностью детской игры, подчёркивая, что хотя Сэму и нравится считать, что именно он контролирует весь процесс, работа с братом выгодно отличается от работы с менее знакомыми людьми.
Айван как сценарист продолжал сотрудничать с Сэмом Рэйми и при работе над лентой «Армия тьмы» (1992), на съёмках которой Айван встретил будущую супругу Кайл Рэйми (англ. Kyle Raimi), её комикс-адаптацией, сериалом «Шпионские игры» (англ. Spy Games) (1997), блокбастером «Человек-паук: Враг в отражении» (2007) и фильме «Затащи меня в Ад» (2009).